# 藤村幸義
藤村 幸義（ふじむら たかよし、1944年3月 - ）は、日本のジャーナリスト。元日本経済新聞論説委員、元拓殖大学教授。専門は中国の政治経済。

## 経歴
1967年に慶應義塾大学経済学部を卒業後、日本経済新聞社に入社する。北京特派員を経て、1987年に北京支局長となる。1993年に日本経済新聞論説委員に就任する。その後、2001年に拓殖大学国際学部教授に着任し、2008年から国際学部長を務めた。2014年退任。この間、法政大学や慶應義塾大学の非常勤講師、中国経済学会、日中関係学会の理事を務め、国際経済学会、中国経営管理学会などでも活動した。

## 著書

### 単著
- 『10億人のテイクオフ：中国経済改革のゆくえ』（中央経済社、1985年）
- 『アジア経済に未来はあるか』（東洋経済新報社、1997年）
- 『チャイニーズ・スタンダード：世界標準に挑む中国』（勁草書房、1998年）
- 『中国の世紀：鍵にぎる三峡ダムと西部大開発』（中央経済社、2001年）
- 『中国デスク日記』（桜美林大学北東アジア総合研究所、2007年）
- 『老いはじめた中国』（アスキー、2008年）

### 共編著
- 『華人経済の世紀』（渡辺利夫・彭晋璋・嶌信彦、プレジデント社、1994年）
- 『中国の経済大論争』（関志雄・朱建栄・日本経済研究センター・清華大学国情研究センター、勁草書房、2008年）